# Juan Luis Mora
Juan Luis Mora (ur. 12 lipca 1973 roku w Aranjuez) – hiszpański piłkarz występujący na pozycji bramkarza. Obecnie gra w Levante UD. Wcześniej był kolejno zawodnikiem takich klubów jak Real Oviedo, Espanyol Barcelona, Xerez CD, Levante i Valencia CF.